# Эффект Магнуса

Эффект Магнуса при воздействии на вращающийся шар

Эффе́кт Ма́гнуса — физическое явление, возникающее при обтекании вращающегося тела потоком жидкости или газа. Образуется сила, воздействующая на тело и направленная перпендикулярно направлению потока. Это является результатом совместного воздействия таких физических явлений, как эффект Бернулли и образования пограничного слоя в среде вокруг обтекаемого объекта.
Вращающийся объект создаёт в среде вокруг себя вихревое движение. С одной стороны объекта направление вихря совпадает с направлением обтекающего потока и, соответственно, скорость движения среды с этой стороны увеличивается. С другой стороны объекта направление вихря противоположно направлению движения потока, и скорость движения среды уменьшается. Ввиду этой разности скоростей возникает разность давлений, порождающая поперечную силу от той стороны вращающегося тела, на которой направление вращения и направление потока противоположны, к той стороне, на которой эти направления совпадают. Такое явление часто применяется в спорте, см., например, специальные удары: топ-спин и бэк-спин, сухой лист в футболе или система hop-up в страйкболе.
Эффект впервые описан немецким физиком Генрихом Магнусом в 1853 году.

## Формула для расчёта силы

### Идеальная жидкость
Даже если жидкость не обладает внутренним трением (вязкостью), можно рассчитать эффект подъёмной силы.
Пусть шар находится в потоке набегающей на него идеальной жидкости. Скорость потока на бесконечности (вблизи она, конечно, искажается) {\displaystyle {\vec {u}}_{\infty }}. Чтобы сымитировать вращение шара, введём циркуляцию скорости {\displaystyle \Gamma } вокруг него. Исходя из закона Бернулли, можно получить, что полная сила, действующая в таком случае на шар, равна:
{\displaystyle {\vec {R}}=-\rho {\vec {\Gamma }}\times {\vec {u}}_{\infty }~.}
Отсюда видно, что:
1. полная сила перпендикулярна потоку, то есть сила сопротивления потока идеальной жидкости, воздействующая на шар равна нулю (парадокс Даламбера);
2. сила, в зависимости от соотношения направлений циркуляции и скорости потока, сводится к подъёмной или опускающей силе (в предположении, что линия визирования направлена горизонтально).

### Вязкая жидкость
Следующее уравнение описывает необходимые величины для подсчёта подъёмной силы, создаваемой вращением шара в реальной жидкости:
{\displaystyle {F}={1 \over 2}{\rho }{V^{2}AC_{l}}~,}
где:
{\displaystyle F}— подъёмная сила;
{\displaystyle \rho } — плотность жидкости;
{\displaystyle V}— скорость шара относительно среды;
{\displaystyle A}— поперечная площадь шара;
{\displaystyle {C_{l}}} — коэффициент подъёмной силы.
Коэффициент подъёмной силы может быть определён из графиков экспериментальных данных с использованием числа Рейнольдса и коэффициента вращения ((угловая скорость{\displaystyle \times }диаметр)/(2{\displaystyle \times }линейная скорость)). Для коэффициентов вращения от 0,5 до 4,5 коэффициент подъёмной силы находится в диапазоне от 0,2 до 0,6.

## Применение

### Ветрогенераторы
Ветрогенератор «воздушный ротор» представляет собой привязно́й аппарат, который поднимается гелием на высоту от 120 до 300 метров.

### Турбопарусана кораблях

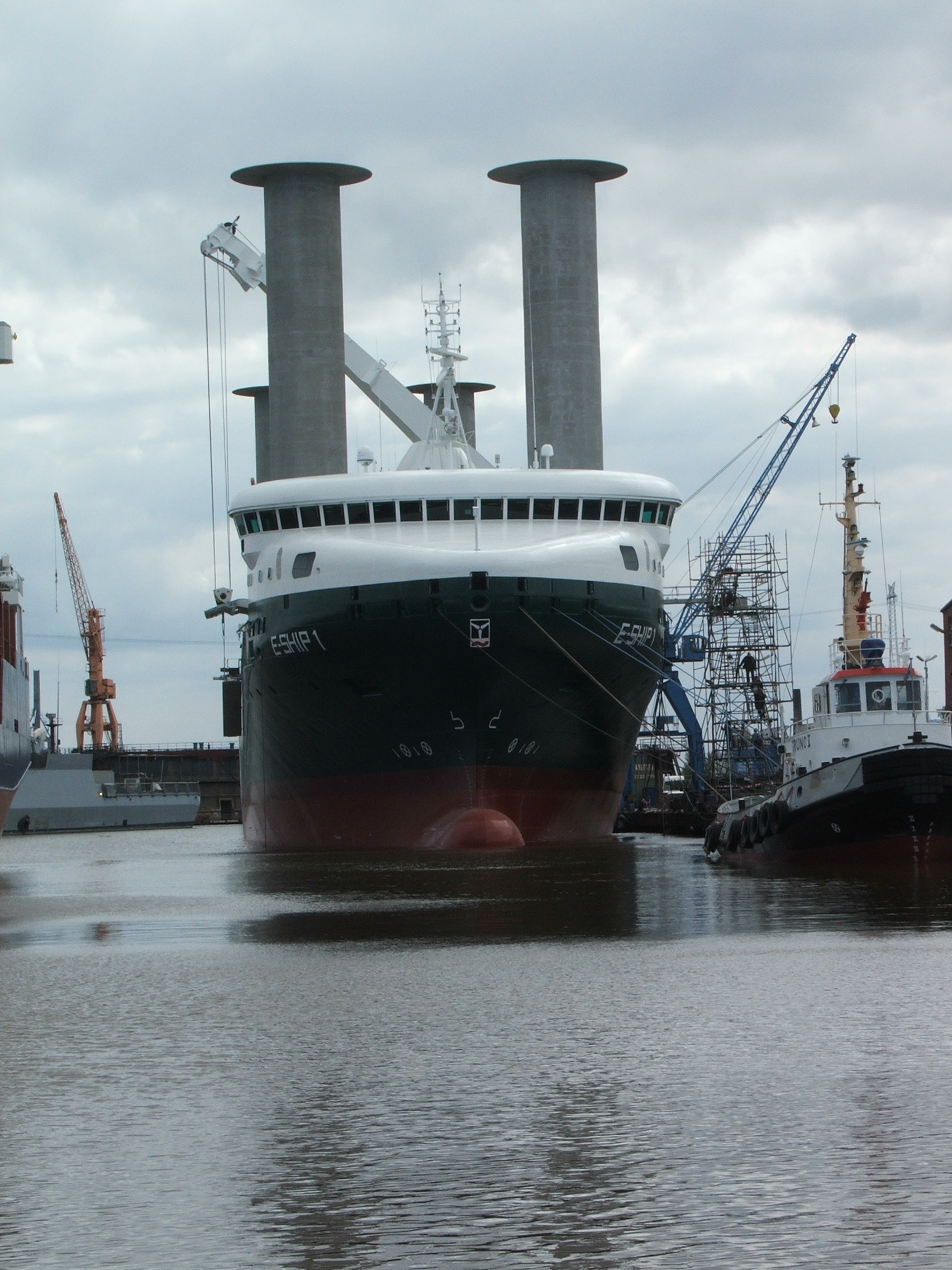
E-ship 1

С 1980-х годов эксплуатировалось судно Кусто Алсион со сложным турбопарусом, использующим эффект Магнуса.
С 2010 года эксплуатируется грузовое судно E-Ship 1 с более простыми роторными парусами Антона Флеттнера.
В 2017 году роторный парус, использующий эффект Магнуса, установлен на пароме Viking Grace.

### Пневматика
Применяется в страйкболе в системах hop-up для увеличения дальности выстрела.